# Pleurothallis phyllocardia
Pleurothallis phyllocardia är en orkidéart som beskrevs av Heinrich Gustav Reichenbach. Pleurothallis phyllocardia ingår i släktet Pleurothallis och familjen orkidéer. Inga underarter finns listade i Catalogue of Life.